# Rudolf Kawelmacher
Rudolf Kawelmacher, ps. „Poeta” (ur. 28 listopada 1924 w Kodymie, zm. 7 stycznia 2010 w Prudniku) – polski wojskowy, uczestnik powstania warszawskiego w stopniu strzelca.

## Życiorys
Urodził się w Kodymie, na terenie ówczesnego ZSRR. W czasie powstania warszawskiego został przyjęty do II Obwodu „Żywiciel” (Żoliborz) Warszawskiego Okręgu Armii Krajowej, zgrupowanie „Żaglowiec”, pluton 204.
Po zakończeniu II wojny światowej zamieszkał w Prudniku. Pracował w Zakładach Przemysłu Bawełnianego „Frotex”. Był laureatem plebiscytu na „najlepszego mistrza, nauczyciela, wychowawcę młodzieży”.
Zmarł 7 stycznia 2010. Został pochowany na cmentarzu komunalnym w Prudniku (kwatera 8, rząd 5, grób 79).